# برلمان سانت لوسيا
برلمان سانت لوسيا (بالإنجليزية: Parliament of Saint Lucia)‏ هو الهيئة التشريعية في سانت لوسيا، يتكون من المجلس الأعلى Senate of Saint Lucia ‏
الذي يضم 11 مقعداً، والمجلس الأدنى House of Assembly of Saint Lucia ‏ الذي يضم 17 مقعداً.